# Линия Ист-Энд
Линия Ист-Энд (Зелёная линия, англ. East End/Green Line) — линия Хьюстонского трамвая, открытая 23 мая 2015 года.

## Ход работ и перспективы
- Апрель 2009 года: Началось расширение бульвара Гаррисберг, чтобы построить позже линии трамвая посередине дороги[1].
- Лето 2011 года: Началось выделение участков посередине дороги для начала строительства[5].
- Декабрь 2011 года: Федеральная администрация по пассажирским перевозкам выделило 900 млн долларов для завершения строительства линий «Юго-восточная», «Ист-Энд» и продления линии «Северная»[6].
- Весна 2012 года: Переносятся коммуникации и организовывается движение на время работ[5].

Ранее линию планировалось сдать к октябрю 2013 года, но из-за проблем с законом «Buy American Act» срок отложен до 2014 года, а по плану развития общественного транспорта линии должны были ввести в эксплуатацию в 2012 году.
Линия открыта 23 мая 2015 года, стоимость строительства составила $527 млн.
В генеральном плане развития общественного транспорта указывается, что в дальнейших планах есть продление ветки до аэропорта имени Хобби. Продление запланировано в третьей очереди строительства трамвайной системы, после окончания нынешнего строительства линий «Юго-восточная», «Ист-Энд» и продления линии «Северная».

## Станции
Длина линии составляет 5,3 км и состоит из 9 станций:
- Theater District
- Central Station Main (пересадка на линию «Северная»)
- Convention District
- EaDo/Stadium
- Coffee Plant/Second Ward
- Lockwood/Eastwood
- Altic/Howard Hughes
- Cesar Chavez/67th Street
- Magnolia Park